# الغش في الألعاب البارالمبية
لقد تسبب الغش في دورة الألعاب البارالمبية في فضائح غيرت بشكل كبير الطريقة التي تدير بها اللجنة البارالمبية الدولية الأحداث.
وقد أصبحت اختبارات المنشطات أكثر صرامة وانتشارًا على نطاق واسع طوال الألعاب، حيث شهدت رياضة رفع الأثقال النتائج الأكثر إيجابية. كما تنافس المتنافسون من غير ذوي الإعاقة في بعض الألعاب البارالمبية وكان المشاركة الإسبانية في بطولة كرة السلة للأشخاص ذوي الإعاقة الذهنية في دورة الألعاب البارالمبية الصيفية لعام 2000 هي الأكثر شهرة. ولقد تم اعتبار أن التمثيل المتعمد لتصنيف الإعاقة أمر خطير مثل تعاطي المخدرات.

## تصنيف خاطئ
لقد أثيرت مخاوف بشأن غش الرياضيين من خلال تحريف تصنيفاتهم بمرور الوقت من قبل العديد من الرياضيين الآخرين بما في ذلك السباحة جيسيكا لونج في عام 2016، ومتسابقة الكراسي المتحركة تاني جراي تومسون في عام 2017. وقد يوفر التزوير المتعمد ميزة تنافسية للرياضيين لتحسين فرص الفوز بالميداليات. في عام 2017 دافعت اللجنة البارالمبية الدولية عن نظام التصنيف الخاص بها ووصفته بأنه "قوي".
وفي دورة الألعاب البارالمبية في طوكيو 2020 تم إيقاف لاعب رمي القرص فينود كومار لمدة عامين بعد أن تبين أنه قام عمدًا بتشويه قدراته.
أما في عام 2023 فقد صرح الرئيس السابق للجنة البارالمبية الدولية أن هناك رياضيين بارالمبيين يبالغون عمدًا في مستوى الإعاقات. ومع وجود خطر على مصداقية الألعاب (والدخل) بدأت اللجنة البارالمبية الدولية مراجعة رمز تصنيف الرياضيين الخاص بها في عام 2021 ومن المتوقع أن يستغرق الأمر ثلاث سنوات. وأشار كل من رئيس لجنة رياضيي رياضة الريشة الطائرة ومستشار تصنيف السباحة البارالمبية في العالم إلى أن هناك فرصة ضئيلة لفرض عقوبات على الرياضيين بسبب التصريحات الكاذبة المتعمدة. وفي يوليو 2023 رفع أحد الرياضيين دعوى قضائية ضد اللجنة البارالمبية الدولية حيث قال أنه بدلاً من الهيئات الرياضية الوطنية والدولية فقط سيكون الرياضيون قادرين على الطعن في تصنيف الرياضيين الذين يُعتقد أنهم يصورون إعاقاتهم بشكل خاطئ.

## المنشطات
جاءت النتائج الإيجابية الأولى لوجود المنشطات في دورة الألعاب الأوليمبية التي أقيمت في برشلونة عام 1992 حيث تبين أن خمسة رياضيين استخدموا مواد محظورة. وشهدت دورة سيدني للألعاب الأوليمبية عام 2000 نتيجة اختبار إيجابية لأربعة عشر رياضيًا وكان عشرة منهم في مسابقة رفع الأثقال.
كما أن الألعاب البارالمبية ملوثة باستخدام الستيرويد. ففي دورة الألعاب الأولمبية في بكين عام 2008 تم إيقاف ثلاثة من لاعبي رفع الأثقال ولاعب كرة سلة ألماني بعد ثبوت تعاطيهم مواد محظورة. وكان هذا انخفاضًا مقارنة برباعي الأثقال العشرة ورياضي واحد على المضمار الذين تم حظرهم من ألعاب عام 2000. وقد أصبح المتزلج الألماني توماس أويلسنر أول لاعب بارالمبي شتوي تثبت تعاطيه للمنشطات الستيرويد. فلقد فاز بميداليتين ذهبيتين في دورة الألعاب البارالمبية الشتوية لعام 2002 ولكن تم تجريد ميدالياته بعد اختبار المخدرات الإيجابي. وفي دورة الألعاب البارالمبية الشتوية 2010 في فانكوفر جاءت نتيجة اختبار لاعب كرة القدم السويدي جلين إيكونن إيجابية لمادة محظورة وتم إيقافه لمدة ستة أشهر من قبل اللجنة الأولمبية الدولية. وتمت إزالته من بقية مسابقة الكيرلنج ولكن سُمح لفريقه بالاستمرار. وقال اللاعب البالغ من العمر 54 عامًا إن طبيبه وصف له دواءً مدرجًا في قائمة المواد المحظورة.
كان برنامج مكافحة المنشطات في سيدني 2000 مسؤولاً عن ضمان امتثال الألعاب للمعايير الطبية البارالمبية الدولية ومكافحة المنشطات وللمرة الأولى في تاريخ الرياضة تم تقديم الاختبارات خارج المنافسة (OOC). وهذا يعني أن نافذة الاختبار أصبحت أوسع بكثير حيث كان يتم استدعاء أي متنافس لإجراء اختبار في أي وقت طوال الألعاب.
وأظهرت نتائج تسعة من رافعي الأثقال نتائج إيجابية قبل المنافسة لذا تم طردهم على الفور. وقد أعطى رافع أثقال آخر ورياضي نتائج إيجابية بعد الفوز بالميداليات.
في دورة الألعاب البارالمبية الشتوية في سولت ليك سيتي عام 2002 حقق المتزلج الريفي الألماني توماس أولسنر نتيجة إيجابية بعد فوزه بميداليتين ذهبيتين. وتم إيقافه لمدة عامين عن جميع فعاليات اللجنة البارالمبية الدولية.
شكل آخر من أشكال المنشطات هو " التعزيز" والذي يستخدمه الرياضيون الذين يعانون من إصابة في النخاع الشوكي لتحفيز خلل المنعكسات اللاإرادي وزيادة ضغط الدم. وقد تم حظر هذه الممارسة من قبل اللجنة البارالمبية الدولية في عام 1994 ولكنها لا تزال تمثل مشكلة مستمرة في هذه الرياضة.
وهناك مصدر قلق محتمل آخر يتمثل في استخدام العلاج الجيني بين الرياضيين البارالمبيين. إذ يُحظر على جميع الرياضيين البارالمبيين تعزيز قدراتهم من خلال المنشطات الجينية ولكن من الصعب للغاية التمييز بين هذه المفاهيم. وتقوم الوكالة العالمية لمكافحة المنشطات حاليًا بالبحث في كل من المنشطات الجينية والعلاج الجيني وذلك جزئيًا للتمييز بين الحدود بين المفهومين المترابطين ارتباطًا وثيقًا.

### المنشطات في روسيا
بعد إرسال عينات للتحليل الجنائي وجدت اللجنة البارالمبية الدولية أدلة على أن منهجية الاختفاء الإيجابي كانت قيد التطبيق في دورة الألعاب البارالمبية الشتوية لعام 2014 في سوتشي. وفي 7 أغسطس 2016 صوت مجلس إدارة اللجنة البارالمبية الدولية بالإجماع على حظر مشاركة الفريق الروسي بأكمله في دورة الألعاب البارالمبية الصيفية 2016 مشيرًا إلى عدم قدرة اللجنة البارالمبية الروسية على فرض قانون مكافحة المنشطات الخاص باللجنة البارالمبية الدولية وقانون مكافحة المنشطات العالمي وهو "متطلب دستوري أساسي". وقد صرح رئيس اللجنة البارالمبية الدولية السير فيليب كرافن أن الحكومة الروسية "فشلت بشكل كارثي في مساعدة رياضييها البارالمبيين". وقال رئيس مجلس الرياضيين التابع للجنة الأولمبية الدولية تود نيكلسون إن روسيا استخدمت الرياضيين كـ "بيادق" من أجل "إظهار البراعة العالمية".

## الإعاقة الفكرية
في دورة ألعاب أتلانتا عام 1996 سُمح للرياضيين ذوي الإعاقات الذهنية بالمشاركة لأول مرة مع وضع الميدالية الكاملة.

### جدل كرة السلة
كانت دورة الألعاب البارالمبية الصيفية لعام 2000 في سيدني والتي شهدت بالفعل جدلاً بسبب العديد من اختبارات المخدرات الإيجابية، مسرحاً لأحد أكثر الأحداث فضيحة في تاريخ هذه الرياضة. فقد تم تجريد إسبانيا من الميداليات الذهبية في كرة السلة للأشخاص ذوي الإعاقة الفكرية بعد وقت قصير من انتهاء الألعاب بعد أن كشف كارلوس ريباغوردا أحد أعضاء الفريق المنتصر والصحفي المتخفي لمجلة الأعمال الإسبانية كابيتال أن معظم زملائه لم يخضعوا لاختبارات طبية للتأكد من أنهم يعانون من الإعاقة. وقد حققت اللجنة البارالمبية الدولية في هذه الادعاءات ووجدت أن الاختبارات العقلية المطلوبة والتي ينبغي أن تظهر أن المتنافسين لديهم معدل ذكاء لا يزيد عن 75 لم يتم إجراؤها من قبل اللجنة البارالمبية الإسبانية (سي بيه إي). وزعم ريباغوردا أن بعض المشاركين الإسبان في منافسات تنس الطاولة وألعاب القوى والسباحة لم يكونوا من ذوي الإعاقة أيضًا مما يعني أن خمس ميداليات قد تم الفوز بها بطريقة احتيالية.
وأضاف أن الاتحاد الإسباني للرياضيين ذوي الإعاقات الذهنية اختار عمدًا تسجيل الرياضيين غير المعاقين ذهنيًا "للفوز بالميداليات والحصول على المزيد من الرعاية". في البداية نفى فرناندو مارتن فيسينتي رئيس أف إي دي دي آي ونائب رئيس حزب سي بيه إي هذه الاتهامات. لكن بعد التأكد من أن 10 من أصل 12 متنافسًا في الفريق الفائز لم يكونوا معاقين اعتذر مارتن فيسينتي علنًا عن الخطأ وتقبل المسؤولية الكاملة واستقال قبل الإعلان رسميًا عن النتائج.
وبعد أسبوعين تم استبعاد الفريق رسميًا وأمر بإعادة الميداليات الذهبية.

#### رد فعل الآي بيه سي
أعلنت اللجنة البارالمبية الدولية أنه بسبب الصعوبات الجسيمة في تحديد أهلية الرياضيين قامت بتعليق جميع الأنشطة الرياضية الرسمية التي تنطوي على إعاقة ذهنية. وحاولت اللجنة البارالمبية الدولية تطوير نظام منقح لاختبار الإعاقات الذهنية ولكنها أعلنت في الأول من فبراير 2003 أن جميع الأحداث التي تنطوي على صعوبات التعلم سيتم إلغاؤها في دورة الألعاب البارالمبية الصيفية 2004 في أثينا.
وفي أعقاب حملة لمكافحة الفساد مارس الاتحاد الدولي للرياضة للأشخاص ذوي الإعاقة الذهنية ضغوطاً لإعادة هؤلاء الرياضيين إلى صفوفه. وابتداءً من عام 2004 بدأ إعادة دمج الرياضيين ذوي الإعاقة الفكرية في المسابقات الرياضية البارالمبية. وصرحت اللجنة البارالمبية الدولية بأنها ستعيد تقييم مشاركتها بعد دورة الألعاب البارالمبية في بكين 2008. وفي نوفمبر 2009 تم رفع الحظر وقدمت اللجنة البارالمبية الدولية سلسلة من اختبارات "الذكاء الرياضي" لتأكيد الإعاقات المزعومة. وقد كانت أول فعالية تنظمها اللجنة البارالمبية الدولية حيث سُمح للرياضيين ذوي الإعاقة الفكرية بالمنافسة مرة أخرى هي بطولة أوروبا للسباحة التابعة للجنة البارالمبية الدولية لعام 2009.

## قائمة الميداليات البارالمبية التي تم تجريدها
| الألعاب البارالمبية                   | رياضي                            | دولة    | ميدالية | حدث                     | مرجع |
| ------------------------------------- | -------------------------------- | ------- | ------- | ----------------------- | ---- |
| دورة الألعاب البارالمبية الشتوية 2002 | توماس أويلسنر                    | ألمانيا | ذهب     | 7.5 كم سباق البايثلون   |      |
| دورة الألعاب البارالمبية الشتوية 2002 | توماس أويلسنر                    | ألمانيا | ذهب     | 5 كم كلاسيكي عبر البلاد |      |
| الألعاب البارالمبية الصيفية 2000      | فريق كرة السلة للرجال في أسبانيا | إسبانيا | ذهب     | معرف كرة السلة          |      |